# Theodor von Zeynek
Theodor Zeynek, bis 1919 Ritter von Zeynek (* 5. März 1873 in Troppau, Österreichisch-Schlesien; † 6. Oktober 1948 in Salzburg) war ein österreichischer Oberst, Chef der Quartiermeisterabteilung des Armeeoberkommandos und Übersetzer.

## Leben

### Kindheit und Jugend
Theodor Ritter von Zeynek wurde als jüngstes von drei Kindern des Landesschulinspektors für Österreichisch-Schlesien Gustav von Zeynek (1837–1901), und dessen Ehefrau Marie von Močnik (1852–1903) geboren. Sein Großvater mütterlicherseits war der Mathematiker Franz von Močnik (1814–1892). Sein Bruder Richard (1869–1945) war Professor für medizinische Chemie in Prag und Pionier der Diathermie, seine Schwester Olga Rudel-Zeynek war Abgeordnete im Nationalrat und Bundesrat. Nach seiner Matura am Troppauer Staatsgymnasium 1891 entschloss er sich, Berufssoldat zu werden.

### Militär
Theodor Ritter von Zeynek besuchte die Theresianische Militärakademie, die er als Klassenbester abschloss. Anlässlich seiner Ausmusterung am 18. August 1894 wurde er zum Infanterie-Regiment 3 versetzt und zum Leutnant befördert. Nach drei Jahren Truppendienst bewarb sich von Zeynek an der k.u.k. Kriegsschule, wurde am 1. Oktober 1897 aufgenommen und schloss sie am 31. Oktober 1899 erfolgreich ab. Es erfolgte die Einteilung als Ordonnanzoffizier bei Feldzeugmeister Freiherr von Beck und später die Verwendungen beim Infanterie-Regiment 95 in Lemberg. Im November 1903 erhielt er den Versetzungsbefehl nach Prag in den Generalstab der 9. Infanterietruppendivision. Hier lernte er seine spätere Frau Alice von Zdekauer kennen. Mit dem 8. Februar 1906 wurde er ins Operationsbüro des Generalstabes versetzt. Aufgabe war die Erarbeitung verschiedener Kriegsszenarien, zum Beispiel gegen Italien, Russland und sogar gegen das Deutsche Reich. Von Zeynek erwähnt in seinen Memoiren auch einen Aufmarschplan gegen die ungarische Reichshälfte, den das Operationsbüro unter strengster Geheimhaltung ausgearbeitet hatte. Unter dem, zum Chef des Generalstabes ernannten Conrad von Hötzendorf, arbeitete er als Gruppenleiter der Balkangruppe 1908, in der Bosnische Annexionskrise, den Kriegsfall B (Balkan) aus. Es folgten weitere Truppendienste und am 1. November die Beförderung zum Major. Am 1. Mai ernannte man von Zeynek zum Generalstabschef der 8. Infanterietruppendivision, der im November 1913 ein weiterer Truppendienst beim 2. Tiroler Kaiserjäger-Regiment folgte.
Kurz vor Beginn des Ersten Weltkrieges, im November 1913, zum Oberstleutnant befördert, erfolgte zu Kriegsbeginn seine Zuteilung zum 4. Armeekommando unter General der Infanterie von Auffenberg. Anschließend wurde für 6 Wochen zum Korp „Ost“ kommandiert. Am 10. März 1915 trat er als Generalstabschef der 7. Armee unter General der Kavallerie Freiherr von Pflanzer-Baltin seine neue Stellung an. Hier erfolgte am 1. September die Ernennung zum Oberst. Während der Brussilow-Offensive stellte er sein Amt am 12. Juni 1916, aus Protest gegen die Einteilung des Generals von Seeckt als Ober-Generalstabschef trotz der Bitte des Feldmarschalls Erzherzog Friedrich zu bleiben, zur Verfügung, da es, seiner Meinung nach, nur einen Generalstabschef geben könne. Ein weiterer Grund lag in der zunehmenden Einflussnahme der Deutschen Obersten Heeresleitung auf die k.u.k. Armee. Er wurde freigestellt, doch schon am 1. Juli 1916 zurückbeordert. General von Seeckt wurde zum Stabschef des Heeresfrontkommandos unter Erzherzog Karl ernannt. Theodor von Zeynek blieb nur noch bis zum 10. September 1916 und wurde dann in die Operationsabteilung des Armeeoberkommandos versetzt. Seine Aufgabe bestand darin die Grundlagen zur Schaffung einer polnischen Armee zu erarbeiten. Bereits am 10. Jänner 1917 wurde er zum Chef der Quartiermeisterabteilung des Armeeoberkommandos bestellt. Hier trug er die Verantwortung für die Beschaffung von Verpflegung, Bekleidung und Ausrüstung der Armee. Des Weiteren fielen in sein Ressort die Verwaltung aller besetzten Gebiete, die Leitung des Sanitätsdienstes im Feld sowie das Auto- und Pferdewesen, der Feldgendarmerie und des Dienstes im Etappenraum. Die Versorgung der Armee gestaltete sich während seiner Zeit in diesem Amt, das er bis Kriegsende ausfüllte, als sehr schwierig. Im „Bericht des Ausschusses für Heerwesen über die Berichte der Kommission zur Erhebung militärischer Pflichtverletzungen im Kriege“ wurde Theodor von Zeynek 1920 bescheinigt, dass sein Verhalten als einwandfrei festgestellt worden sei.
Von Zeynek war zeit seines Lebens ein Anhänger Conrad von Hötzendorfs und teilte seine militärischen und politischen Ansichten.

### Nachkriegszeit

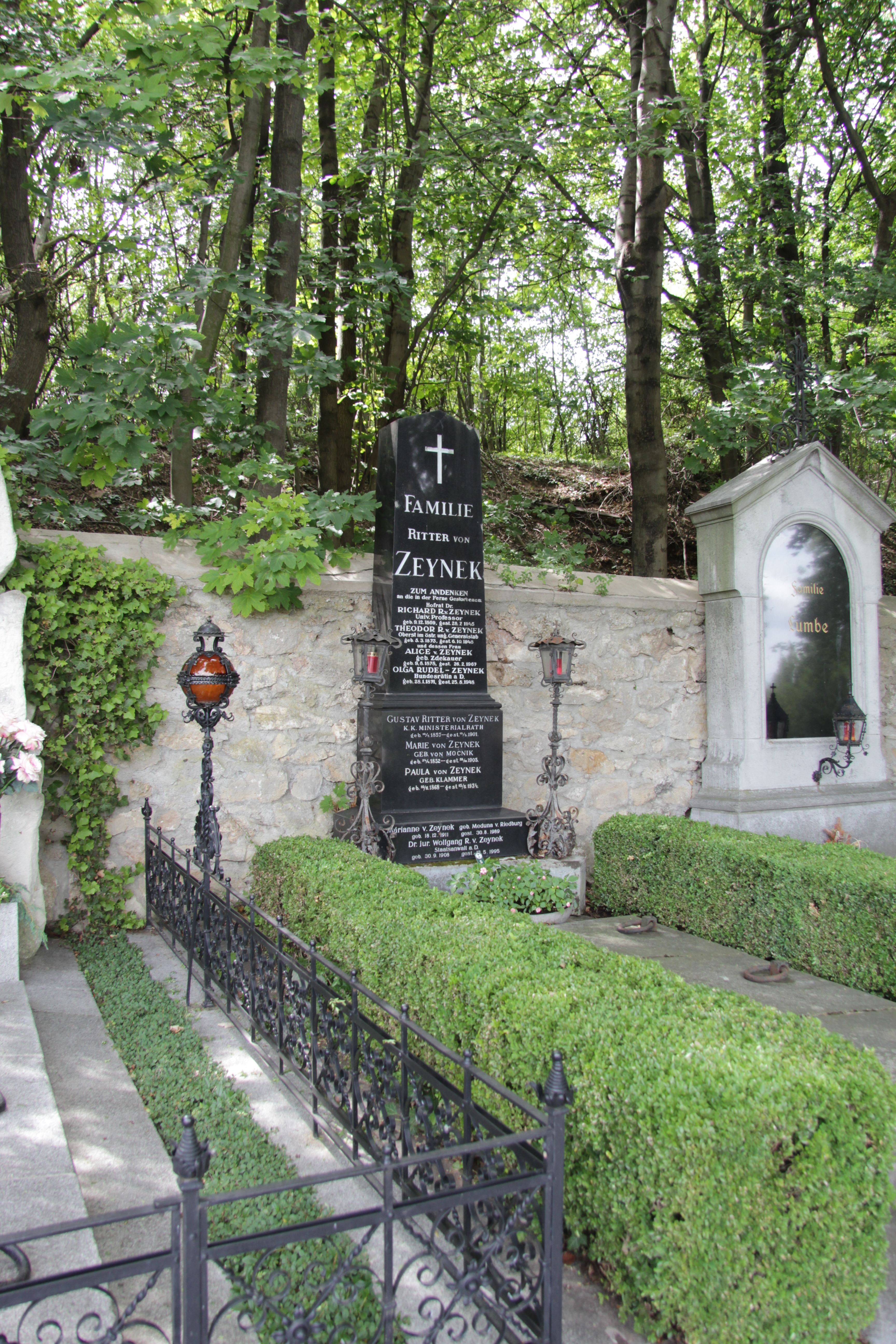
Grabmal am Mödlinger Friedhof

Theodor von Zeynek lebte nach dem Krieg zunächst im Elternhaus seiner Frau in Prag, dann in Mondsee im Salzkammergut. Hier übersetzte er alle 37 Bühnenwerke von Shakespeare neu, verfasste auch die den Beethoven-Sonaten unterlegten Texte und seine Memoiren. Alle Werke wurde erst nach seinem Tod veröffentlicht. Der Grabstein seines Familiengrabes in Mödling erinnert an ihn als in der Ferne Gestorbenen.

## Österreichische Militärauszeichnungen (Stand 31. Dezember 1918)
- Militär-Jubiläumskreuz 1908
- Jubiläums-Erinnerungsmedaille 1898
- Bronzene Militär-Verdienstmedaille, Kriegsdekoration mit Schwertern
- Silberne Militär-Verdienstmedaille, Kriegsdekoration mit Schwertern
- Militärverdienstkreuz III. Klasse
- Ehrenzeichen I. Klasse Rotes Kreuz, Kriegsdekoration
- Orden der Eisernen Krone Ritter III. Klasse, Kriegsdekoration
- Leopoldorden Ritterkreuz, Kriegsdekoration mit Schwertern
- Königlich ungarische Sankt Stephans-Orden, Ritter (Kleinkreuz)
- Militärverdienstkreuz II. Klasse, Kriegsdekoration mit Schwertern